# Социальные закладки
Социальные закладки — веб-сервис, с помощью которого пользователи Интернета могут делиться, создавать, искать и управлять закладками (адресами) веб-ресурсов. Ресурсы социальных закладок являются своеобразным подобием идеи закладок в браузере, которые служат для сохранения ссылок на страницы, которые пользователь желает посещать впоследствии. В отличие от таких закладок, социальные закладки хранятся не на жёстком диске машины клиента, а на сервере в сети Интернет, и пользователь может получить к своим закладкам доступ с любого компьютера, подключенного к сети Интернет.
Это ещё одно детище технологии Web 2.0, и рост популярности социальных закладок очевиден. Социальные закладки можно сравнить с веб-каталогами, но в отличие от них, в социальных закладках адреса сайтов и отдельных интернет-страниц добавляют и категоризуют сами пользователи сервиса.
Социальные закладки обладают следующими преимуществами:
- решение вопроса сохранения закладок при, например, переустановке операционной системы или смене браузера;
- решение вопроса синхронизации закладок в различных браузерах;
- получение доступа к своим закладкам с любого компьютера, который подключен к сети Интернет;
- возможность доступа к закладкам, отобранным другими пользователями;
- систематизация закладок с помощью категорий, папок или меток;
- объединение в группы (клубы) по интересам;
- возможность делиться с друзьями и знакомыми ссылками на любимые сайты или отдельные интернет-страницы.

Существуют также сервисы, которые, кроме закладок, позволяют сохранять и организовывать целые цитаты и отрывки текстов с сайтов.
Кроме того, многие сервисы позволяют сохранять копии страниц с сайтов.
Социальные закладки также используются для продвижения сайтов и получения трафика. Существуют специальные сервисы, добавляющие ссылки на ваш сайт на большое количество как русскоязычных, так и англоязычных сервисов закладок.